# 因青
因青是奥地利蒂罗尔州因斯布鲁克兰县的一个市镇。总面积19.37平方公里，总人口3502人，人口密度180.8人/平方公里（2011年）。